# Temperatuur-geprogrammeerde reductie
Temperatuur-geprogrammeerde reductie (TPR) is een techniek voor de karakterisering van vaste stoffen en wordt vaak gebruikt op het gebied van heterogene katalyse bij het vinden van de efficiëntste reductiewaarden. Een oxiderende katalysator wordt blootgesteld aan een geprogrammeerde temperatuurstijging terwijl er een reducerend gasmengsel overheen geblazen wordt.

## Procesbeschrijving
Een eenvoudige container (U-buis) is gevuld met een vaste stof of katalysator. Dit monstervat bevindt zich in een oven met een temperatuurregeleenheid. Een thermokoppel wordt in de vaste stof geplaatst voor de temperatuurmeting. De aanwezige lucht in het vat is verwijderd door het te vullen met een inert gas (stikstof, argon). Flow controllers worden gebruikt voor het toevoegen van waterstof (bijvoorbeeld 10 vol-% waterstof in stikstof). De samenstelling van het gasmengsel wordt gemeten aan de uitgang van de monsterhouder met de nodige detectoren (thermischegeleidbaarheidsdetector, massaspectrometer). Nu wordt het monster in de oven verwarmd tot voorgedefinieerde waarden. De verwarmingswaarden zijn meestal tussen de 1K/min en 20K/min. Als een reductie plaatsvindt bij een bepaalde temperatuur, wordt waterstof verbruikt, wat weer geregistreerd wordt door de detector.